# Certima unilineata
Certima unilineata là một loài bướm đêm trong họ Geometridae.